# Barney Rosset
Pour les articles homonymes, voir Rosset.
Barnet Lee Rosset Jr dit Barney Rosset, né à Chicago le 28 mai 1922 et mort à  New York le 21 février 2012 est un éditeur et patron de presse américain, fondateur de Grove Press et de l’Evergreen Review.

## Biographie
Fils de Barnet Rosset, banquier issu de la communauté juive de Chicago, et de Mary Tansey, appartenant à une famille irlandaise marquée par la catholicisme, le jeune Barney entre à la Francis W. Parker School, un collège progressiste, et devient l'ami d'enfance de Haskell Wexler, futur cinéaste. En 1942, âgé de 19 ans, il rejoint l'US Army, et sert dans l'United States Army Signal Corps, où il est chargé de la photographie. Durant son enrôlement, il découvre les ouvrages de Henry Miller, alors publiés uniquement en France, et interdits de diffusion aux États-Unis. Il part en campagne en Chine, d'où il ramènera de nombreux clichés. 
En 1949, il épouse la peintre Joan Mitchell ; le couple s'installe à Greenwich Village (Manhattan). Son profond désir est de devenir cinéaste comme son ami Wexler, mais le premier film qu'il produit, Strange Victory, un documentaire traitant du racisme dans l'Amérique post-1945, est un échec commercial. Suit un divorce avec Mitchell. En 1951, il décide de racheter Grove Press, alors en vente pour la somme de 3 000 dollars. Entretemps, Rosset décroche un bachelor of Arts à The New School et commence à écrire pour la Monthly Review. 
Au cours des années 1950, Rosset transforme Grove Press en bastion de l'avant-garde littéraire, publiant les auteurs de la Beat Generation, Samuel Beckett, Henry Miller, D.H. Lawrence, Jean Genet, Pablo Neruda, Pauline Réage, entre autres. Rosset se heurte de nombreuses fois à la justice américaine jusqu'à la fin des années 1960, pour obtenir le droit de publier librement des ouvrages considérés comme obscène ou licencieux.
Rosset se maria quatre autres fois : avec successivement Hannelore Eckert, Cristina Agnini, Lisa Krug, et Astrid Myers. Il a quatre enfants.
Il revend Grove Press en 1985 à la Wheatland Corporation, dirigée par le philanthrope George Weidenfeld, non sans obtenir la garantie que la maison poursuive ses engagements éditoriaux. Il suspend également Evergreen Review mais la relance en 1998 sous la forme d'un webzine.
En 1999, le Gouvernement français le fait commandeur des Arts et des Lettres. 
En novembre 2008, il reçoit le prix de la National Book Foundation (en) pour saluer son travail d'éditeur indépendant et militant totalisant quarante ans de carrière. 
En 2012, il reçoit le Norman Mailer Prize (en). Peu après, il meurt d'un arrêt cardiaque lors d'une opération chirurgicale.
En 2017, OR Books publie Rosset: My Life in Publishing and How I Fought Censorship, son autobiographie.